# Β-Globin
β-Globin, beta-Globin, oder Hämoglobin beta-Kette ist ein Protein aus der Familie der Globine, dessen 147 Aminosäuren lange Polypeptidkette ein Häm als Cofaktor bindet und das so als Hämoglobin-Untereinheit beta (HBB) Teil von Hämoglobin-Proteinkomplexen in Wirbeltieren ist. Beim erwachsenen Menschen wird für den Sauerstofftransport als häufigste Form des Hämoglobins ein Tetramer aus zwei beta- und zwei alpha-Ketten (HBA) gebildet, das sogenannte adulte Hämoglobin A (HbA(1) – α2β2).

## Genort
Beim Menschen wird β-Globin (HBB) vom HBB-Gen codiert, das im Gen-Cluster des β-Globin-Locus (5′ - HBE1 – HBG2 – HBG1 – HBD – HBB -3′) auf Chromosom 11 liegt. Die Expression dieser einander sehr ähnlichen Gene wird hier über eine gemeinsame Locus-Kontrollregion (LCR) gesteuert und ist entwicklungsabhängig verschieden. Je nach Entwicklungsphase bzw. Zellmilieu kann die Proteinbiosynthese von entsprechenden ε-, γ-, δ- oder β-Globinen veranlasst werden.
Die gebildeten Proteine unterscheiden sich voneinander nur in wenigen Aminosäuren ihrer jeweils 147 AS langen Kette; doch zeigen die aus ihnen zusammengesetzten Hämoglobine Unterschiede im Sauerstoff-Bindungsvermögen. Während vorgeburtlich epsilon- (für embryonales Hämoglobin) und gamma-Globin (für fetales Hämoglobin, HbF) gebildet werden, sind es nach der Geburt normalerweise überwiegend beta- und seltener delta-Globin (für adultes Hämoglobin, HbA(1) – α2β2 bzw. HbA2 – α2δ2).

## Erkrankungen
Mutationen im Gen für β-Globin sind Ursache einer Erkrankung von roten Blutkörperchen, bei der typische Veränderungen ihrer Form auftreten, der Sichelzellenanämie. Das Fehlen von beta-Ketten verursacht eine Thalassemia major (auch ß0-Thalassämie); bei der Thalassemia minor (auch ß+-Thalassämie) ist die Menge von nachweisbarem β-Globin vermindert, die Symptome sind wenig ausgeprägt.

## Interaktionen
HBB weist mit dem α-Globin Protein-Protein-Interaktion auf.